# StarCraft II: Wings of Liberty
StarCraft II: Wings of Liberty (укр. Зоряне ремесло II: Крила свободи) — відеогра жанру стратегії в реальному часі, продовження StarCraft і перша гра в трилогії Starcraft II. Анонсована 19 травня 2007 року на фестивалі Blizzard Worldwide Invitational в Сеулі (Південна Корея) Wings of Liberty  була запланована як перша частина трилогії та вийшла 27 липня 2010. Наступна частина під назвою Heart of the Swarm вийшла 12 березня 2013. В листопаді 2015 була випущена третя частина, Legacy of the Void, а 30 березня 2016 відбувся вихід додаткової серії завдань Nova Covert Ops. З 14 листопада 2017 року гра розповсюджується безкоштовно.
На відміну від попередньої гри серії, StarCraft II має тривимірну графіку, а також використовує фізичний рушій Havok, при цьому зберігаючи традиційний ігровий процес.
StarCraft II продовжує історію StarCraft: Brood War, її сюжет починається через 4 роки. Події відбуваються в XXVI столітті у віддаленому секторі нашої галактики, де стикнулися три раси: террани — люди, нащадки землян-колонізаторів (більшою частиною в'язнів), зерги — комахоподібна колоніальна раса, та протосси — потужна технічно та телепатично розвинена раса гуманоїдів. StarCraft II: Wings of Liberty зосереджена на терранах в цілому та на постаті Джиммі Рейнора зокрема. Також тут уперше (не враховуючи секретної місії в англ. StarCraft: Brood War) з'являються гібриди зергів та протоссів, які відіграють значну роль у загальній історії.

## Ігровий процес

Приклад ігрового процесу: база терранів і війська

### Основи
Як і в першій StarCraft, основний акцент в грі робиться на видобутку ресурсів, розбудові бази та численних битвах. Добуваючи ресурси, гравець отримує кошти для будівництва споруд, які можуть виробляти бойові одиниці й надавати вдосконалення для них. Мета гравця — знищити базу та робітників противника (але необов'язково всі бойові одиниці чи оборонні споруди), або виконати сюжетне завдання в кампанії. Набір військ кампанії та багатокористувацького режиму різниться. Герої — бійці з рольовими елементами, наявні лише в кампаніях і на окремих користувацьких картах.
На початку гравець володіє головною спорудою, розташованою біля джерел ресурсів, і кількома робітниками. Робітники добувають ресурси й зводять споруди. Нові робітники замовляються в головній споруді. В міру розбудови бази відкриваються нові споруди, війська, вдосконалення. За наявності інших родовищ ресурсів, гравець може заснувати додаткову базу.
Ресурси представлені у вигляді мінералів і газу веспену та служать для будівництва, замовлення військ, впровадження нових технологій. Мінерали виглядають як сині кристали та добуваються робітниками безпосередньо з родовищ. Газ потрібний для створення деяких юнітів та особливо цінний для вивчення вдосконалень. Для його видобутку слід будувати спеціальні споруди на газових гейзерах. На відміну від мінералів, запаси веспену невичерпні, проте з часом видобуток зменшується.
У режимі кампанії значна частина гри відбувається на борту космічного корабля «Гіперіон». З багатьма членами екіпажу можна поспілкуватися між місіями. Наприклад, в кают-комапанії знаходиться чоловік, який пропонує послуги найманців. В арсеналі корабля механік Свонн допомагає у вдосконаленні армії, а в лабораторії відкриваються спеціальні можливості та нові юніти, в міру знаходження і дослідження іншопланетних зразків. Кампанія має розвилки сюжету в кількох місцях і побічні завдання, які не обов'язково виконувати, але які можуть принести вигоду.
Ігровий процес отримав низку нововведень, порівняно з оригінальною StarCraft. У грі використовується бібліотека «реалістичної фізики» Havok для зображення взаємодії об'єктів, динамічних тіней. Було додано новий тип родовищ — «золоті» мінерали, з яких робітники приносять за раз не 5 одиниць мінералів, а 7. Також було подвоєно кількість веспенових гейзерів на всіх локаціях, проте з одного гейзера видобуток газу відбувається повільніше, ніж в першій частині. Робітникам тепер можна задати чергу завдань, включаючи і будівельні. З'явилася можливість виділяти декілька будівель і набагато більшу кількість бойових одиниць, а також відразу будівлі разом з одиницями. Максимально можна виділити до 255 об'єктів (починаючи з версії 1.5.0 — до 500 об'єктів). Було введено п'ять рівнів складності ШІ.

### Раси
Террани — нащадки землян, висланих на колонізацію інших планет з політичних цілей (злочинці та дисиденти). В ході польоту кораблі збилися з курсу і опинилися в секторі Копрулу, де колоністи заснували три поселення. Згодом з них розвинулися три держави: Конфедерація, Келморійський синдикат і Умоджанский протекторат. У період загального хаосу, спричиненого навалою зергів, корумпований уряд Конфедерації було повалено терористом-революціонером Арктуром Менгском. Він заснував нову державу — Домініон терранів, і став її імператором.
Війська терранів здатні адаптуватися до різних ситуації, сильні, можуть лікуватися за наявності спеціальних юнітів, однак повільні. Террани можуть будувати споруди на будь-якій рівній території, а Командний центр і багато виробничих споруд крім того здатні перелітати в інше місце. Робітники терранів, КСМ, найміцніші та найсильніші з-поміж усіх рас. Ліміт військ збільшується Сховищами провіанту. Вдосконалення броні і зброї досліджуються окремо для кожного з родів військ. Ця раса єдина здатна викликати тимчасових і дуже ефективних добувачів ресурсів — МУЛів. Террани володіють потужною, проте довгою в підготовці ядерною зброєю.
Юніти: КСМ (МУЛ), Морпіх, «Мародер», «Головоріз», «Привид», «Гелліон», Облоговий танк, «Тор», «Вікінг», Медевак, «Ворон», «Баньші», Крейсер.
Протосси — древні жителі сектору, які мають кастовий устрій суспільства, але при цьому володіють розвиненими технологіями і потужними психічними здібностями. Хоча вони і відносно малочисельні, це компенсується за рахунок високих технологій та телепатичного спілкування. В давнину, тисячі років тому, ця цивілізація правила великими територіями галактики, розвиваючись завдяки спадку зниклих зел'наґа. На час Wings of Liberty протосси втратили свою батьківщину Айюр, що пала під натиском зергів, і деякі з них співпрацюють з терранами.
Протосси покладаються на мобільність і раптовість нападу. Всі бойові одиниці й будівлі оснащені енергетичними щитами, які дають захист і поступово відновлюються після виснаження. Разом з тим вони не здатні до лікування чи ремонту. Війська протоссів сильні, мають багато спеціальних можливостей, проте дорогі. Будувати споруди протосси можуть тільки в радіусі дії Пілонів, які живлять споруди енергією та збільшують ліміт військ. При цьому будівельники лише починають будівництво, далі воно триває автоматично. В радіусі дії Пілонів і Призм викривлення воїни здатні телепортуватися безпосередньо на поле бою зі споруд, де замовляються. Головна споруда, Нексус, володіє здатністю пришвидшувати виробництво або дослідження в будь-які іншій (одній) споруді.
Юніти: Зонд, Зилот, Сталкер, «Спостерігач», «Безсмертний», Призма викривлення, «Колос», «Фенікс», «Випромінювач Порожнечі», Вищий тамплієр, Темний тамплієр, Архонт, Авіаносець, Материнський корабель.
Зерги — органічна цивілізація, що має колективну свідомість, раніше керовану істотою Надрозумом. Через ієрархічну структуру менш розвинених свідомостей Надрозум керував діями кожного зерга. Захопивши наділену видатними психічними здібностями терранку Сару Керріган, Надрозум переродив її на Королеву Клинків, котра стала правити зергами після загибелі Надрозуму. До зергів належать різноманітні істоти, спеціалізовані для виконання певної функції.
Окремі бойові одиниці зергів не є витривалими, як відповідні в інших рас, що компенсується чисельністю. Живі споруди зергів розповсюджують навколо слиз, який дає переваги військам, лікує та пришвидшує їх, і на якому можна вирощувати інші споруди. Робітники не будують споруди звичайним чином, а самі перетворюються на них і цей процес незворотний. Бойові одиниці розвиваються з личинок, які постійно породжуються головною спорудою — Вуликом. Всі наземні загони зергів можуть закопуватися, влаштовуючи засідки, та користуватися Мережею Нідуса, котра переправляє війська між віддаленими точками за допомогою спеціальних підземних червів. Збільшення ліміту військ у них досягається не спорудою, а істотою Наглядачем, яка також слугує розвідником. Їхні оборонні споруди можуть переповзати з місця на місце.
Як додатковий варіант оформлення доступні «Симулянти» — експериментальні роботи терранів, що імітують вигляд і поведінку зергів.
Юніти: Личинка, Робітник, Наглядач, Зерглінг, Королева, Гідраліск, Гіблінг, Владика (створює Мімікрідів), «Тарган», Заразитель, Муталіск, Губитель, Черв Нідуса, Ультраліск, Прихований, Хазяїн зграї (створює Симбіонтів).

### Багатокористувацька гра
У багатокористувацькій грі гравець може позмагатися з іншими гравцями чи проти штучного інтелекту. Залежно від карти, можуть відбуватися бої 1 на 1, 2 на 2, 3 на 3 або 4 на 4. Надається вибір зіграти за випадковими параметрами, або власноруч обравши расу, карту поля бою, та противника. Набір військ в кампанії та багатокористувацькій грі різний. З виходом доповнень і оновлень доступні юніти та їх характеристики змінюються, додаються нові режими. Володарі оригінальної гри та доповнень можуть без перешкод грати одні з одними. Для новачків докладна інформація про юнітів і будівлі всіх рас викладена в розділі допомоги в меню Battle.net. Також наявний режим навчання, який поступово розкриває основи ігрового процесу.
Гравці поділяються на ліги (срібну, золоту, платинову, алмазну) — відповідно до рівня майстерності, який визначається протягом відбіркових боїв. Кожна ліга складається з безлічі дивізіонів, по сотні чоловік в кожному. Перемігши досвідченішого противника, гравець отримує більшу винагороду в вигляді додаткових матеріалів для оформлення свого профілю та армії. Вправні гравці можуть перейти у вищу лігу, але в разі програшів — так само і понизитися. В рейтингових боях діє автопідбір, де гра автоматично підшукує близького за рівнем опонента.

## Сюжет
З часу подій Brood War минуло чотири роки. Зерги на чолі з Керріган зникли з поля зору — жодний розвідницький корабель не повернувся з їхньої головної планети Чар. Протосси зайняли звичну для них нейтральну позицію, і таким чином террани стали головною силою в секторі Копрулу. Арктур Менгск узурпував владу в заснованому ним Домініоні терранів, проте колишній старший офіцер Конфедерації на планеті Мар Сара, Джим Рейнор, пішов в підпілля, щоб протистояти жорстокому правлінню Менгска. Як наслідок Джима було оголошено терористом і об'явлено в розшук. Рейнор за чотири роки сформував свою невеличку армію, але за браком грошей армія перетворилася на найманців, які назвалася «Рейдери Рейнора», котрі якщо не займаються зароблянням грошей, то здійснюють партизанські диверсії та вилазки супроти Домініону.
Дія гри розпочинається на Мар Сарі, яку у попередніх частинах серії атакували зерги. Там Рейнор зустрічається зі своїм старим бойовим товаришем Тайкусом Фіндлі, який сам знаходить Рейнора у його улюбленому барі. Тайкус розповідає Джиму про неназваних працедавців, які заплатять великі гроші, якщо їм допомогти знайти якісь таємничі артефакти.
Невдовзі на планету нападають зерги, тож Рейнор мусить рятувати людей та майно. Він евакуюється зі своїми бійцями на кораблі прихильника повстанців Метта Горнера «Гіперіон». Згодом з новин стає відомо, що зерги почали широкомасштабний наступ на Домініон.
Рейнор починає збирати таємничі артефакти зниклої раси зел'наґа та виконувати інші місії, які б дали йому достатньо грошей задля продовження боротьби проти Домініону. В кожній місії повстанці отримують все нові війська та ресурси. Після нападу на потяг, що вивозив ресурси зі зруйнованих міст планети Тарсоніс, колишньої столиці Конфедерації, він знаходить старий комп'ютер зі штучним інтелектом. У ньому містяться записи наказів Менгска ввімкнути псі-еміттери, що спровокували атаку зергів на Тарсоніс і тим самим визначили його прихід до влади. Рейнор планує захоплення головного офісу телеканалу UNN, звідки можливо розпочати трансляцію скандального запису на весь Домініон, що підірве авторитет Менгска.
Якось, ідучи по одному з коридорів «Гіперіона», Рейнор зустрічається з протоссом Зератулом, який невідомим чином з'являється на кораблі. Зератул знесилений і майже без слів передає Рейнору кристал із записом своєї пам'яті. Використавши його, Рейнор дізнається чим той займався паралельно з подорожами Джима. Тут відкривається міні-кампанія за протоссів, де головним героєм виступає Зератул. Він подорожує планетами в пошуках храмів прадавньої раси зел'наґа, котра колись створила протоссів і зникла. Зератул стикається з Сарою Керріган, котра прагне йому завадити, а потім з тал'дарімами, протоссами-сектантами, вороже налаштованими до решти свого народу. Їм допомагають досі небачені істоти, подібні на гібриди протоссів із зергами. Далі Зератул вирушає на планету Айюр, де досліджує залишки пам'яті в трупі Надрозуму зергів. Завдяки їй він розшифровує пророцтво, добуте в храмі нел'наґа, що показує майбутнє сектора Копрулу. В ньому зерги і гібриди під проводом невідомої сили знищили терранів, а останні сили протоссів опинилися в оточенні. До того часу з'ясувалося — поворотним моментом стала смерть Королеви Клинків, Сари Керріган. Протосси вирішують померти гідно і стримують навалу ворогів, поки сховище з їхніми знаннями для прийденшіх цивілізацій не буде запечатане. Врешті всі вони гинуть.
Повстанці викрадають прототип пілотованого робота, якого Тайкус доставляє в столицю Домініону. Завдяки вогневій міці робота він сіє паніку, даючи військам Рейнора час захопити офіс UNN. Після трансляції запису по всьому Домініону починаються повстання.
Зібравши докупи Артефакт, Рейнор зустрічається з представниками таємничого Фонду Мебіуса, керівником яких, як з'ясовується, є син Арктура Менгска — Валеріан Менгск. Валеріан пропонує Рейнору об'єднати зусилля супроти зергів заради людства та для підняття політичних рейтингів Валеріана, який збирається зайняти трон. На його думку, артефакт зможе повернути Сарі людську подобу і тоді її можна буде схилити на бік терранів. Стурбований видіннями Зератула, він розуміє, що якщо не врятувати Керріган з-під впливу зергів, то подальша революція і повалення Менгска стануть марними.
Домініон організовує штурм планети Чар, але зазнає великих втрат. Повстанці висаджуються на планету, де згуртовують сили, приймаючи в свої ряди і вцілілих бійців Домініону. Корабель генерала Ворфілда падає, Рейнор рятує його і генерал погоджується допомогти повстанцям. Перед фінальною битвою террани здійснюють вилазку, щоб завадити зергам користуватися підземними тунелями або авіацією. Армія Рейнора обороняє артефакт, поки він не зарядиться. Імпульс пристрою повертає Керріган людську подобу, атака зергів на планети Домініону без її контролю припиняється. Проте Тайкус збирається вбити Керріган, виявляється, він був звільнений з довічного ув'язнення, щоб в підходящий момент вбити Королеву зергів за наказом Менгска. Та Рейнор захищає її своїм бойовим костюмом та застрелює Тайкуса.
Епізод Wings of Liberty закінчується тим, що Рейнор несе олюднену Керріган на руках по поверхні Чару.
Секретне завдання
Якщо гравець в місії із захоплення офісу телеканалу відшукає та знищить в правому нижньому кутку карти лабораторію, стане доступним секретне завдання. В ньому Джим Рейнор дізнається місцерозташування секретної бази Домініону. На ній він знаходить гібридів зергів з протоссами, таких самих, яких бачив в кристалі Зератула. Рейнор вирішує знищити лабораторію, підірвавши її реактор, проте вибух замість знищення відключає стримуючий купол супергібрида і той прокидається. Гібрид виявляється непереможним, Рейнор зі своїми бійцями тікає від чудовиська, користуючись експериментальними пристроями з лабораторії. Коли Джим врешті рятується, лишивши переслідувача на базі, Горнер зауважує — террани не володіють технологіями для створення гібридів зергів та протоссів, отже, за подіями в секторі Копрулу стоїть якась ще невідома сила.

## Розробка

### Анонси
StarCraft II було анонсовано 19 травня 2007 року на заході Blizzard Worldwide Invitational в Сеулі. За словами виконавчого віце-президента Роба Пардо і продюсера Кріса Сігаті, розробка гри, хоча спочатку була відкладена на рік з причини перерозподілу ресурсів компанії Blizzard для World Of Warcraft, почалася 2003 року, незадовго після випуску Warcraft III: The Frozen Throne. StarCraft II планували зробити сумісною з DirectX 10, але без додавання спеціальних ефектів DirectX 10. Mac-версія отримала використання OpenGL.
На Blizzard Worldwide Invitational в червні 2008 Роб Пардо повідомив про трилогію StarCraft II, де перша частина, Wings of Liberty, отримає два доповнення — Heart of the Swarm, сконцентроване на зергах, і Legacy of the Void, сконцентроване на протоссах. 25 лютого 2009 Blizzard анонсували захід Blizzard Theme Park Contest, де призами стануть ключі для бета-тестування StarCraft II. Найкращі 20 гравців у Warcraft III: The Frozen Throne з кожного «царства» і було обрано першими бета-тестерами.

### Бета-тестування
Blizzard згодом повідомили про вихід бета-версії влітку 2009, проте він був відкладений. В листопаді 2009 Кріс Сігаті оголосив про вихід закритої (не публічної) бета-версії в наступному році. Тестування розпочалося 17 лютого 2010 року для Windows і 12 травня для Mac OS X. Blizzard також випустили редактор карт як частину патчу № 9. На 23 липня 2010 до бета-версії вийшло 18 патчів (17 для європейських серверів). Завершилося тестування 19 липня 2010 року. Остаточний реліз StarCraft II відбувся 27 липня 2010 року, супроводжуючись тематичними заходами у вибраних містах по всьому світу.

### Подальший розвиток
В серпні 2011 року стала доступна безкоштовна версія StarCraft II з обмеженим функціоналом, покликана ознайомити гравців зі StarCraft II. У ній були доступні перші 4 місії кампанії (3 на Мар-Сарі та, на вибір, перше завдання Тайкуса або доктора Генсон), перші 2 випробування («Тактика і стратегія» і «Секретна операція») і багатокористувацькі карти з можливістю грати проти ШІ на складностях «Дуже легко» і «Легко». Зі стартової версії потім можна було перейти на повну, купивши її.
14 листопада 2017 року Wings of Liberty стала безкоштовною. Гравцям надаються всі можливості оригінальної гри, такі як кампанія, мультиплеєр, випробування, а також всі можливості, додані в оновленнях, наприклад кооперативний режим і юніти. Єдине обмеження — в кооперативі можливо досягнути тільки 5-го рівня розвитку.

## Оцінки й відгуки
| Агрегатор    | Оцінка |
| ------------ | ------ |
| GameRankings | 92.39% |
| Metacritic   | 93/100 |

| Видання                  | Оцінка |
| ------------------------ | ------ |
| Computer and Video Games | 9.3/10 |
| Eurogamer                | 9/10   |
| Game Informer            | 10/10  |
| GameRevolution           | B+     |
| GameSpot                 | 9.5/10 |
| GameSpy                  | [ 21 ] |
| GamesRadar+              | 10/10  |
| GameTrailers             | 9.5/10 |
| IGN                      | 9/10   |
| VideoGamer.com           | 10/10  |
| X-Play                   | [ 26 ] |

StarCraft II: Wings of Liberty отримала схвальні відгуки ще до свого офіційного релізу. Гра зібрала середні оцінки 92,39% на агрегаторі GameRankings та 93/100 на Metacritic. Особливо відзначалося збереження традиційного ігрового процесу RTS зі StarCraft, при цьому з новими можливостями та продовженням перерваної історії.
GamesRadar зазначили, що «багато в чому, StarCraft II: Wings of Liberty виглядає як StarCraft 2.0 — і це добре», заявивши, що це «розкривається по всіх фронтах».
NZGamer.com сказали, що гра є «найкраща RTS випущена за останні роки і одна з найкращих ігор на ПК».
Щодо її історії, GameTrailers постановили, «Якщо є дещо одразу помітне в історії Wings of Liberty, то це те, що оповідна структура розвинулася набагато далі брифінгів між вилазками», назвавши це «епічним і захоплюючим прядивом оповіді», тоді як Eurogamer критикували діалоги як «плоскі» і персонажів як «клішованих, банальних, або і тих і тих».
Giant Bomb поділяли цю точку зору, також зауважуючи щодо частин на «Гіперіоні» між місіями, які вони знайшли такими, які мають «більшу глибину персонажів, більш правдоподібний пафос, більш несподівані повороти, аніж я по правді очікував від історії».
IGN в той же час зазначили, що «немає сумнівів, фанати франшизи „з'їдять“ це, але новачки будуть здивовані всій цій суєті, яка відбувається з ранніх місій, та не має досить терміновості, на яку ви можете сподіватися, коли доля цивілізації під загрозою».

### Нагороди
- Стратегія/симулятор року (Academy of Interactive Arts & Sciences)
- Видатна гра (багатокористувацький режим) (Academy of Interactive Arts & Sciences)
- Найкраща гра року для ПК (IGN, Gamespot, Cheat Code Central)
- Найкраща змагальна багатокористувацька гра (IGN, GameSpot, Giant Bomb)
- Найкраща гра жанру стретегії (GameSpot, G4TV)[29]